# Pravio
Pravio o San Juan de Pravio (llamada oficialmente San Xoán de Pravio) es una parroquia española del municipio de Cambre, en la provincia de La Coruña, Galicia.

## Entidades de población
Entidades de población que forman parte de la parroquia:
- A Fontenla
- A Gándara
- A Pavana
- Armental
- Carballas
- Catro Camiños
- Fabás (Os Fabás)
- Fontenova (A Fontenova)
- O Cobelo (O Covelo)
- O Pastel
- O Pombo
- Os Feás
- Ruibelo
- San Bartolomeu

## Demografía
| Gráfica de evolución demográfica de Pravio entre 2000 y 2018 |
|                                                              |
| Datos según el nomenclátor publicado por el INE.             |

## Festividades
Pravio celebra dos fiestas anuales, el 24 de junio en conmemoración a San Juan Bautista, y el 24 de agosto día de San Bartolomé.